# 中村靖明
中村 靖明（なかむら やすあき、1969年 - ）は、日本の実業家、双日インフィニティ株式会社代表取締役社長。日本繊維輸出組合（JTEA）副理事長、日本繊維輸入組合（JTIA）副理事長。

## 人物・経歴
愛媛県出身。1992年3月、立教大学法学部卒業。同年4月、ニチメン（現・双日）に入社。
以後ダイヤモンドの輸入や化学品の販売に従事する。
その後、繊維事業を担当し、2022年、双日リテール・コンシューマーサービス本部物資・繊維事業部副部長に就任。
2023年4月、双日インフィニティ株式会社代表取締役社長に就任。
日本繊維輸出組合（JTEA）および日本繊維輸入組合（JTIA）副理事長も務める。